# Kivilampi (sjö i Lappland)
Kivilampi är en sjö i Finland. Den ligger i kommunen Salla i landskapet Lappland, i den norra delen av landet, 700 km norr om huvudstaden Helsingfors. Kivilampi ligger 238,7 meter över havet. Arean är 38,1 hektar och strandlinjen är 5,12 kilometer lång. Sjön  ingår i Kemi älvs huvudavrinningsområde.   Den ligger vid sjön Palojärvi.